# Фердинанд Лассаль
Фердинанд Лассаль (нім. Ferdinand Lassalle, 11 квітня 1825, Бреслау — 31 серпня 1864, Женева) — німецький політичний діяч, мислитель. Лідер німецьких соціалістів. Основоположник течії в німецькому робітничому русі, названої його іменем.

## Біографія
Вивчав філософію у Вроцлаві, Берліні. У 1848—1849 рр. розпочав свою політичну діяльність, вступивши у революційну групу, яка об'єднувалася навколо «Нової Рейнської газети». Брав участь у революції 1848 року. 1863 року заснував «Загальну німецьку робітничу спілку» — першу Соціалістичну партію Німеччини.
1864 року, перебуваючи у Швейцарії, Лассаль закохався в 16-річну Єлену, католичку, дочку відомого баварського дипломата Деннігеса та зробив їй пропозицію. Заради цього шлюбу він готовий був на будь-які жертви, аж до переходу в католицтво. Однак, дізнавшись про революційні погляди та єврейське походження Лассаля, дипломат заборонив шлюб. Він вважав за найкраще видати свою дочку за волоського дворянина, друга дитинства Єлени Янко Раковиця. Лассаль викликав нареченого на дуель, внаслідок якої був поранений та через кілька днів помер в Женеві. Похований на старому єврейському кладовищі в Бреслау.

## Внесок
Основний внесок Лассаля в соціалістичну думку полягає в його економічному аналізі робітничого руху і тих політичних висновках, які він із нього вивів. Він підготував різку доповідь про те, що більшу частину своїх доходів держава отримує від непрямого оподаткування, яке лягає тягарем переважно на плечі бідних, тоді як надходження від прямого оподаткування, яке сплачують багаті — мізерні. Лассаль наголошував на експлуататорській природі капіталістичних виробничих відносин. Йому належить залізний закон зарплати. У політичній сфері Лассаль домагався запровадження загальних рівних і прямих виборів для того, щоб змусити державу відображати інтереси робітників. Таким чином, Лассаль не сприймав концепцію держави-«нічного сторожа» (його вислів) і вважав, що держава повинна бачити, принаймні в перспективі. Він відчував політичну слабкість німецької буржуазії і був готовий до переговорів із самим Отто фон Бісмарком, щоб реалізувати свої пропозиції. Ці намагання узалежнити побудову соціалізму від активної і сприятливої позиції держави викликали критичні зауваження з боку марксистів. Лассаль є автором праць «Філософія Геракліта Темного» (1858) та «Система набутих прав» (1861).

## Увіковічнення пам'яті
- З 30 квітня 1920 до 1938 року головна вулиця Одеси, Дерибасівська, носила ім'я Лассаля.
- Вулиця Фердинанда Лассаля у містах Лейпциг, Бремен, Мюнхен та інших містах Німеччини.
- Також вулиця Лассаля була в місті Краматорськ.